# ラッコケファルス
ラッコケファルス（Laccocephalus）は、古生代ペルム紀最末期、もしくは中生代三畳紀最初期の、ゴンドワナ大陸中央部（現在のアフリカ南部を含む）に生息していた原始的両生類。分椎目 リネスクス科に分類される。
化石は南アフリカ共和国から発見されている。

## 呼称
日本では「ラッコセファルス」が用いられることもあるので、異名として挙げておく。

## 特徴
同じ科の他の種に比べて、頭部の幅が狭い。かつてはウラノケントロドンを模式属とするウラノケントロドン科に分類されていたが、同科がリネスクス科にまとめられたのに伴って本種も再分類された。また、本種をペルム紀前期の出現とする説もある。